# Reliant Rebel
Der Reliant Rebel war ein Kleinstwagen, den die Reliant Motor Company in Tamworth (England) von 1964 bis 1973 herstellte. Er war als Alternative zum Mini oder Hillman Imp gedacht. Seine Karosserien bestand aus glasfaserverstärktem Kunststoff (GFK). Wegen seiner rostbeständigen GFK-Karosserie wurde der Wagen in der Werbung als Auto „mit seiner eigenen Garage“ bezeichnet.
Der Wagen kam mit einem Vierzylinder-Reihenmotor mit 598 cm³ Hubraum und einer Leistung von 27 bhp (20 kW) heraus. Rechtzeitig zur London Motor Show im Oktober 1967 stieg der Hubraum auf 701 cm³ und die Leistung auf 32 bhp (24 kW) und zur Motor Show 1972 auf 748 cm³ bzw. 35 bhp (26 kW). Nachträglich wurden oft auch größere Reliant-Motoren von anderen Modellen mit 848 cm³ eingebaut. Die Höchstgeschwindigkeit betrug 101 km/h, später 112 km/h.

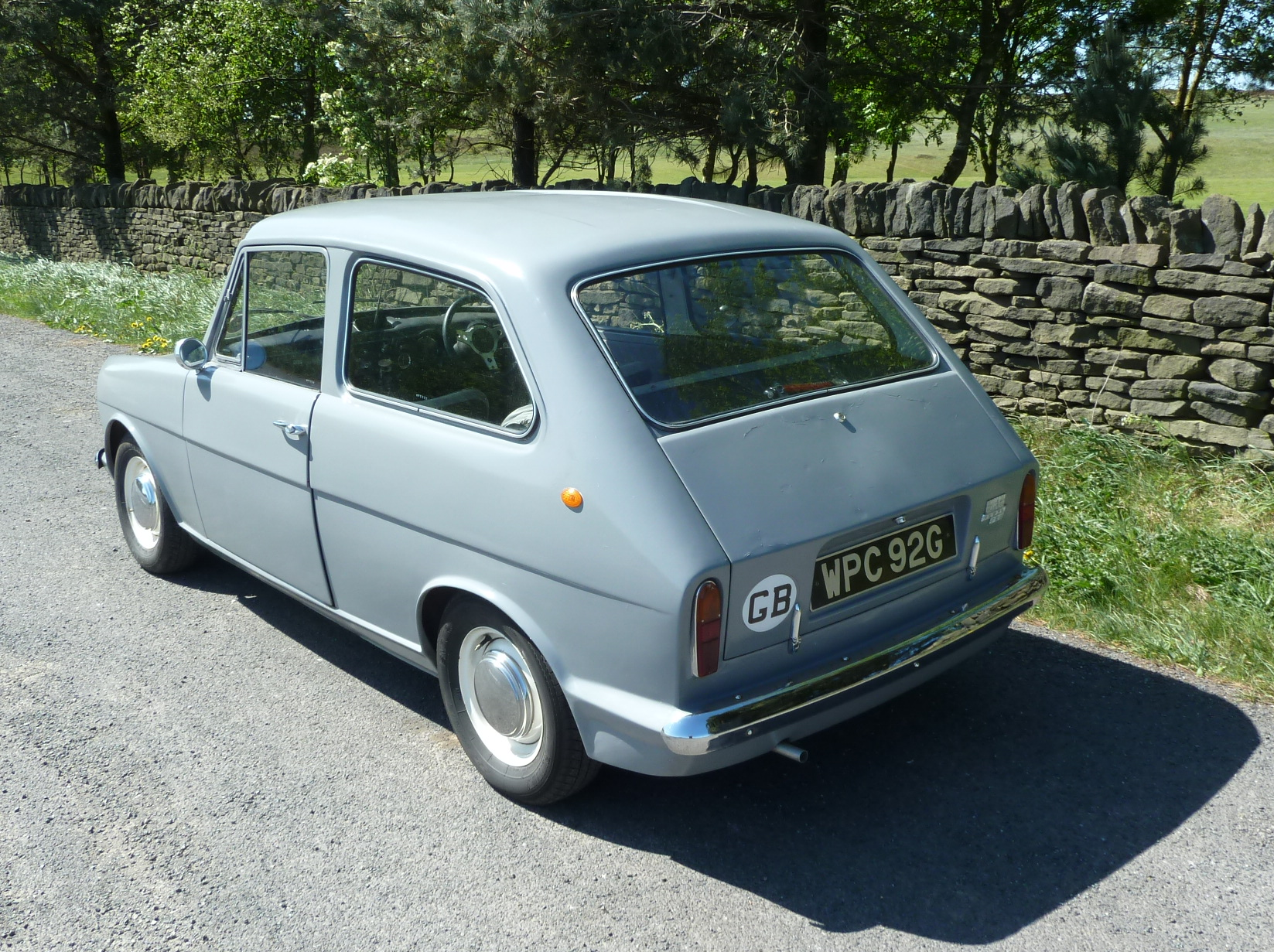
Heckansicht

Auch die 1972 eingeführte 748-cm³-Maschine hatte nur eine Leistung von 35 bhp (26 kW) und mit dem Benzinverbrauch von 6,64 l / 100 km war den Wagen sparsamer als gleich große Modelle der Konkurrenten mit Stahlkarosserien.
Der hintere Teil des Fahrgestells entsprach dem des dreirädrigen Schwestermodells Regal; aber der Rebel hatte ein Fahrwerk mit vier Rädern, wodurch der Motor weiter vorn eingebaut werden konnte. Dies ergab sehr viel mehr Platz im Innenraum. Die Vorderachse hatte eine konventionelle Lenkung mit Lenkgetriebe vom Standard Ten und Querlenker, Achsschenkel und Kugelgelenke vom Triumph GT6 / Vitesse.
Der Wagen wurde mit einem teilsynchronisierten Vierganggetriebe eingeführt, dessen drei obere Gänge synchronisiert waren. Ab 1972 war auch der erste Gang synchronisiert. Wegen der leichten Kunststoffkarosserie und dem Aluminiummotor war der Rebel 15 % leichter als der ein wenig kürzeren Mini und 35 % leichter als der im selben Jahr herausgebrachte Renault 5.
Nur 2.600 Rebel wurden als Limousine, Kombi oder Lieferwagen gebaut.